# Komki-Ipala (departamento)
Komki-Ipala é um departamento ou comuna da província de Kadiogo no Burkina Faso. A sua capital é a cidade de Komki-Ipala.
Em 1 de julho de 2018 tinha uma população estimada em 27745 habitantes.